# Tochigi Soccer Club
Il Tochigi Soccer Club (栃木サッカークラブ?, Tochigi Sakkā Kurabu), meglio noto come Tochigi SC, è una società calcistica giapponese con sede nella città di Utsunomiya. Dal 2025 milita nella J3 League, la terza divisione del campionato giapponese.

## Storia

### Le origini
Il club fu fondato nel 1947 con il nome di "Tochigi Prefecture Soccer Association" con Hiroshi Kitayama come presidente accompagnato dagli altri collaboratori dell'associazione. Nel 1952 il club modificò momentaneamente il proprio nome in "Tochigi Soccer Club", mentre un anno più tardi un gruppo di insegnanti appartenenti alla prefettura di Tochigi resero la squadra esclusiva unicamente per chi praticava il mestiere dell'insegnante ribattezzando il nome in "Tochigi Teachers' Soccer Club". Negli anni successivi venne messa in discussione questa esclusività attuata all'interno della squadra e, durante il National Sports Festival giapponese, è stata presa la decisione finale di abolire questa scelta del club di iscrivere solamente gli insegnanti. La squadra amatoriale della prefettura di Tochigi così, negli anni a venire, iniziò a convincere e ad accogliere non solo insegnanti, bensì anche giocatori provenienti da altre professioni ritornando, nel 1994, a chiamarsi nuovamente "Tochigi Soccer Club", ossia il nome utilizzato ancora attualmente. Nel 1999 la squadra fu promossa alla Kantō Soccer League e nello stesso anno riuscì a vincere la competizione, mentre ottenne il secondo posto dopo aver svolto i play-off della Japan Regional League, venendo promossi in Japan Football League per la stagione 2000.

### Anni Duemila
A marzo 2005 il club prese seriamente in considerazione di acquisire la licenza J. League per diventare una squadra professionistica e, per accelerare i tempi, il 15 giugno 2006 fu fondata la società Tochigi Soccer Club Co., Ltd. Il mese successivo, il Tochigi SC fece ufficialmente la richiesta per l'ottenimento della licenza. Inizialmente non accolta la loro domanda da parte del consiglio di amministrazione della J. League, in quanto la struttura di gestione della società operativa (piano finanziario), ecc. furono totalmente insufficienti, il 20 febbraio 2007 quest'ultima venne in parte accettata e quindi il club, assieme al Gainare Tottori ottennero lo status di J.League Associate Membership. L'8 ottobre 2006, con Takashi Takahashi come allenatore della squadra, il Tochigi SC riportò una storica vittoria nel terzo turno di Coppa dell'Imperatore sconfiggendo il Tokyo Verdy (club di J. League Division 2). In seguito ad un approccio discreto in Japan Football League, in cui fu necessario nel corso dell'anno calcistico assumere il CT Kōichi Hashiratani a discapito dell'esonerato Takashi Takahashi, il Tochigi SC terminò il campionato all'ottavo posto su 18. A fine stagione il club prese la decisione di rendere interamente il proprio gruppo dei giocatori professionisti al fine di aspirare a dei migliori risultati in futuro, svincolando la maggior parte dei calciatori dilettanti. Questa loro scelta di stravolgere la rosa della squadra fu presa soprattutto per concludere il campionato 2008 nei migliori quattro, al fine di acquisire lo status professionistico di J. League, qualificazione nei vertici del campionato realmente avvenuta alla successiva annata, grazie alla vittoria del 16 novembre 2008 contro l'Arte Takasaki che ha assicurato il club della prefettura di Tochigi un posto nella best four. Terminato il campionato di Japan Football League al secondo posto (alle spalle dell'Honda Motor), il 1º dicembre il Consiglio di amministrazione straordinario della J. League approvò l'adesione del Tochigi SC ai più alti campionati di calcio nipponici a partire dalla stagione 2009 in J. League Division 2. Una volta rimpiazzato l'allenatore Kōichi Hashiratani con Hiroshi Matsuda, l'8 marzo 2009 il Tochigi SC fece il suo esordio nel campionato di seconda serie giapponese, giocando in casa la sfida persa di misura per 1-0 contro il Gifu; con 8 vittorie, 13 pareggi e 30 sconfitte il Tochigi SC terminò il campionato al penultimo posto su 18 e, vista la eliminazione temporanea delle retrocessioni, il club è rimasto in J. League Division 2 anche per la seguente stagione 2010.

### Anni Duemiladieci e Duemilaventi
Nelle stagioni 2010, 2011, 2013 e 2014 il club ottenne risultati discreti, terminando ogni campionato di queste annate nella zona centrale della classifica malgrado l'aumento progressivo dei club iscritti in J. League Division 2 da 18 a 22. Nella stagione 2015 il Tochigi SC subì una vera e propria involuzione, perdendo la metà delle partite di J2 League (nuovo nome assegnato alla seconda divisione giapponese) e concluse il campionato all'ultimo posto, venendo retrocessa per la prima volta in J3 League, il terzo livello professionistico giapponese. Nel 2016 in J3 League il Tochigi riuscì a riiniziare un nuovo capitolo, cambiando completamente la gestione del club e arrivò al secondo posto in campionato, qualificandosi per i play-off contro la penultima squadra di J2 League, lo Zweigen Kanazawa; contro il club della prefettura di Ishikawa venne sconfitto sia all'andata (0-1) che in trasferta (0-2) e quindi per la stagione 2017 dovette restare ancora nell'attuale campionato. Il Tochigi SC fece un percorso simile in J3 League anche nel 2017, perdendo di un soffio il campionato a discapito dei campioni del Blaublitz Akita. La squadra di Akita però non poté essere promossa in J2 League poiché ebbe uno stadio inadeguato secondo gli standard annunciati dalla J. League e quindi fu selezionato il Tochigi SC come squadra qualificata al campionato di seconda serie nipponico. Dopo due anni (2018 e 2019) in cui il Tochigi SC sfiorò la seconda potenziale retrocessione in J3 League, nella stagione 2020, strutturalmente stravolta a causa della pandemia di COVID-19, si piazzò in classifica con un buon decimo posto su 22, per poi conseguire nelle annate successive risultati piuttosto deludenti (ogni volta con un calo di due posizioni in classifica) terminando il campionato per le stagioni 2021, 2022 e 2023 rispettivamente al 14°, 17° e al 19° posto.

## Colori e simboli

### Colori
I colori sociali del Tochigi SC sono il giallo (tinta dominante), il blu e il verde, i colori della città, riportati anche nel proprio stemma locale. Durante la sua militanza in lega interregionale (Tochigi Prefecture Adult Soccer League) e regionale (Kantō Soccer League), la squadra presentava un'uniforme avente come colori base il verde e il blu marino. A partire dal 2000, nel suo primo anno in cui competeva in Japan Football League, il Tochigi SC ha modificato i colori predominanti della propria divisa casalinga, optando per il giallo come colore base della maglietta, mentre il blu e il rosso erano utilizzati rispettivamente per i pantaloncini e i calzettoni. Il colore della squadra, il giallo, simboleggia lo "splendore che dona sogni e speranza alla gente della prefettura di Tochigi".
Per quanto riguarda le divise da trasferta, queste sono state quasi sempre caratterizzate da un colore uniforme, prevalentemente bianco o grigio. Fanno eccezione gli anni 2014 e 2018, in cui il club ha optato per il nero e il rosa come colori principali per la maglia. Per quanto concerne i pantaloncini e i calzettoni, il club sceglie quasi sempre ogni anno tra le stesse tonalità: bianco, grigio o nero.

### Simboli ufficiali

#### Stemma
Il simbolo del Tochigi SC è stato creato nel 2000, in occasione della prima partecipazione del club alla Japan Football League. L’emblema è stato ideato per rappresentare la prefettura di Tochigi e infondere orgoglio e coraggio ai suoi abitanti. Il colore verde simboleggia la "rigogliosa Tochigi", mentre il blu rappresenta "l'uccello della prefettura, il rigogolo". Il giallo al centro dello stemma simboleggia "la speranza che il Tochigi SC spicchi il volo nel panorama calcistico giapponese".

#### Inno
Come da tradizione, prima dell'inizio di ogni partita casalinga, viene intonata la "Kenmin no Uta", una canzone prefettizia scritta da Kiyoshi Oka nel 1962, come canto di incoraggiamento della squadra; il testo di questa canzone viene mostrato ogni volta sul tabellone elettronico del Kanseki Stadium Tochigi. Dal 2011, la canzone viene cantata anche dopo ogni vittoria del Tochigi SC.
Dal 2009, anno del suo debutto in J. League Division 2, fino al 2012, l'inno ufficiale del club è stato il brano "Fly to the sky player" del gruppo giapponese "LITTLE WIDE ORCHESTRA". A partire dal 2022, il club ha scelto come inno ufficiale la canzone "Kiseki no Hikari" di Nozomi Kawaoto, che si affianca a "Breathing" dei "MAGIC OF LiFE", selezionato come inno dal 2013 fino a oggi.

#### Mascotte
La mascotte ufficiale è Tockey (トッキー). Presentata nel 2011, è un macaco giapponese, animale tipico diffuso nella prefettura di Tochigi, dalle sembianze umane e il suo nome è una combinazione delle parole "Tochigi" (città da cui ha preso il nome il club) e "Monkey" ("scimmia" in lingua inglese).
Amante dei gyōza, dei tochiotomo (varietà di fragole che crescono nella prefettura di Tochigi) e dei fulmini, la mascotte è uno spirito dispettoso e avventuroso, nato nel cuore delle montagne della omonima prefettura. È un "ragazzo scimmia" pieno di curiosità, che porta con sé un ventaglio fatto di foglie di ippocastano, da cui soffia il vento della vittoria. È nato il 15 giugno, detesta la pioggia ed il suo soprannome è Tokky.

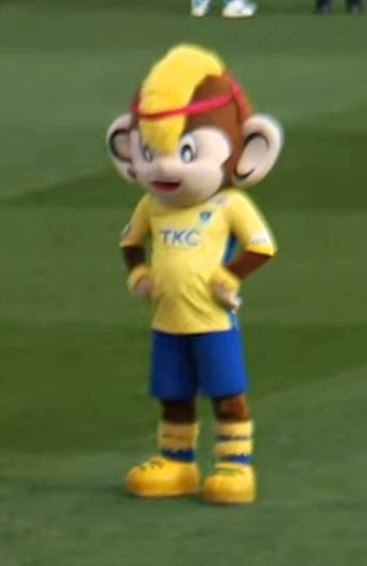
Tockey, mascotte del Tochigi SC dal 2011.

## Strutture

### Stadio
Il primo campo da gioco del Tochigi SC fu il Tochigi Green Stadium, situato nei pressi del parco industriale Kiyohara (Kiyohara kōgyō danchi), a Utsunomiya: inaugurato a marzo del 1993, disponeva di un'unica tribuna in cemento e gradinate in erba sugli altri lati capaci di contenere poco più di 15 000 spettatori. In occasione dell'inizio della nuova stagione 2011, è stata costruita un'altra tribuna in cemento di fronte a quella principale, così come è stato inserito un sistema di illuminazione che ha permesso lo svolgimento delle partite allo stadio anche di sera o nei giorni bui e un tabellone elettronico. In passato, lo stadio è stato stato utilizzato anche da altre squadre giapponesi per giocare alcune partite ufficiali della J. League: tra questi ci sono il JEF United (1993-1994), gli Yokohama F·Marinos (1993-1994), l'RB Omiya Ardija (1999) e il Mito HollyHock (2000 e 2004).
Vista la pessima qualità del manto erboso del Tochigi Green Stadium che non aveva nemmeno la licenza J. League poiché non soddisfaceva alcuni requisiti richiesti come ad esempio il possedimento di un tetto, si è deciso che il Tochigi SC avrebbe dovuto tenere cinque delle 21 gare casalinghe di J2 League 2020 al Kanseki Stadium Tochigi, stadio in buone condizioni utilizzato perlopiù dall'atletica leggera. Il primo incontro ufficiale di campionato avrebbe dovuto tenersi il 6 maggio seguente contro l'RB Omiya Ardija. Tuttavia, a causa della pandemia di COVID-19, è stata presa la decisione di giocare le partite del nuovo calendario formattato al Tochigi Green Stadium, posticipando la partita inaugurale al nuovo stadio a dicembre 2020. Il successivo 16 dicembre, il Tochigi SC gioca la sua prima gara di J2 League al Kanseki Stadium Tochigi vincendo 1-0 contro il JEF United. Nel 2021, 13 delle 21 partite casalinghe del Tochigi SC vengono svolte al Kanseki Stadium Tochigi, mentre nel 2022 il numero di gare interne giocate aumenta a 17. Nel 2023 diventa ufficialmente il nuovo stadio casalingo del Tochigi SC.
Inaugurato nel 2017 (a luglio 2020 come stadio di calcio), il Kanseki Stadium Tochigi è situato nel parco sportivo globale di Tochigi, presso il quartiere Nishikawata Utsunomiya. Capace di accogliere fino a 24 670 spettatori, la struttura, di quattro piani, è stata costruita in cemento armato, possiede un terreno di gioco in erba naturale che misura 105 × 68 m e una pista regolamentare asfaltata a nove corsie d'atletica leggera lunga 400 m.

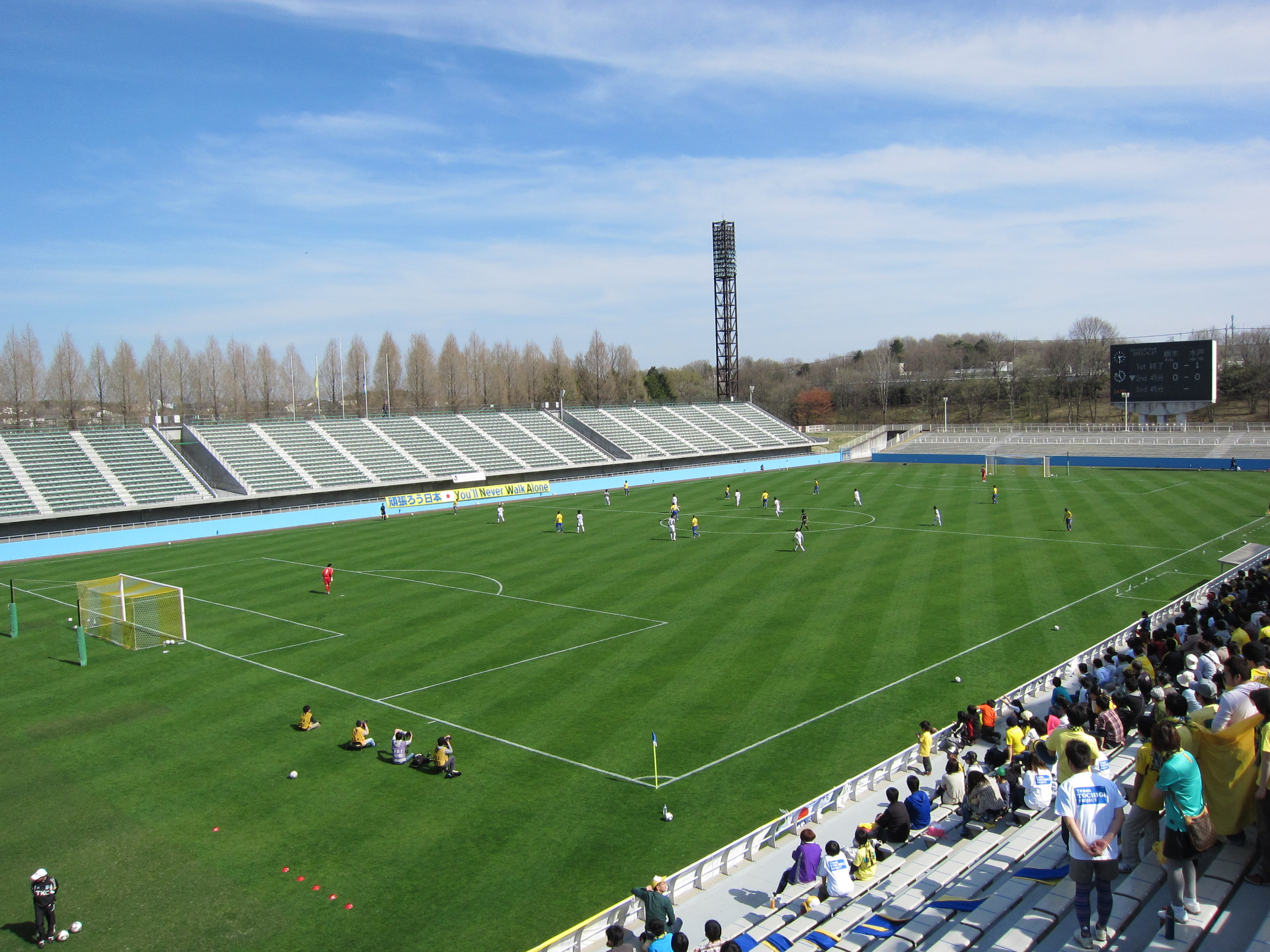
Il Tochigi Green Stadium, stadio utilizzato dal 1993 al 2022.
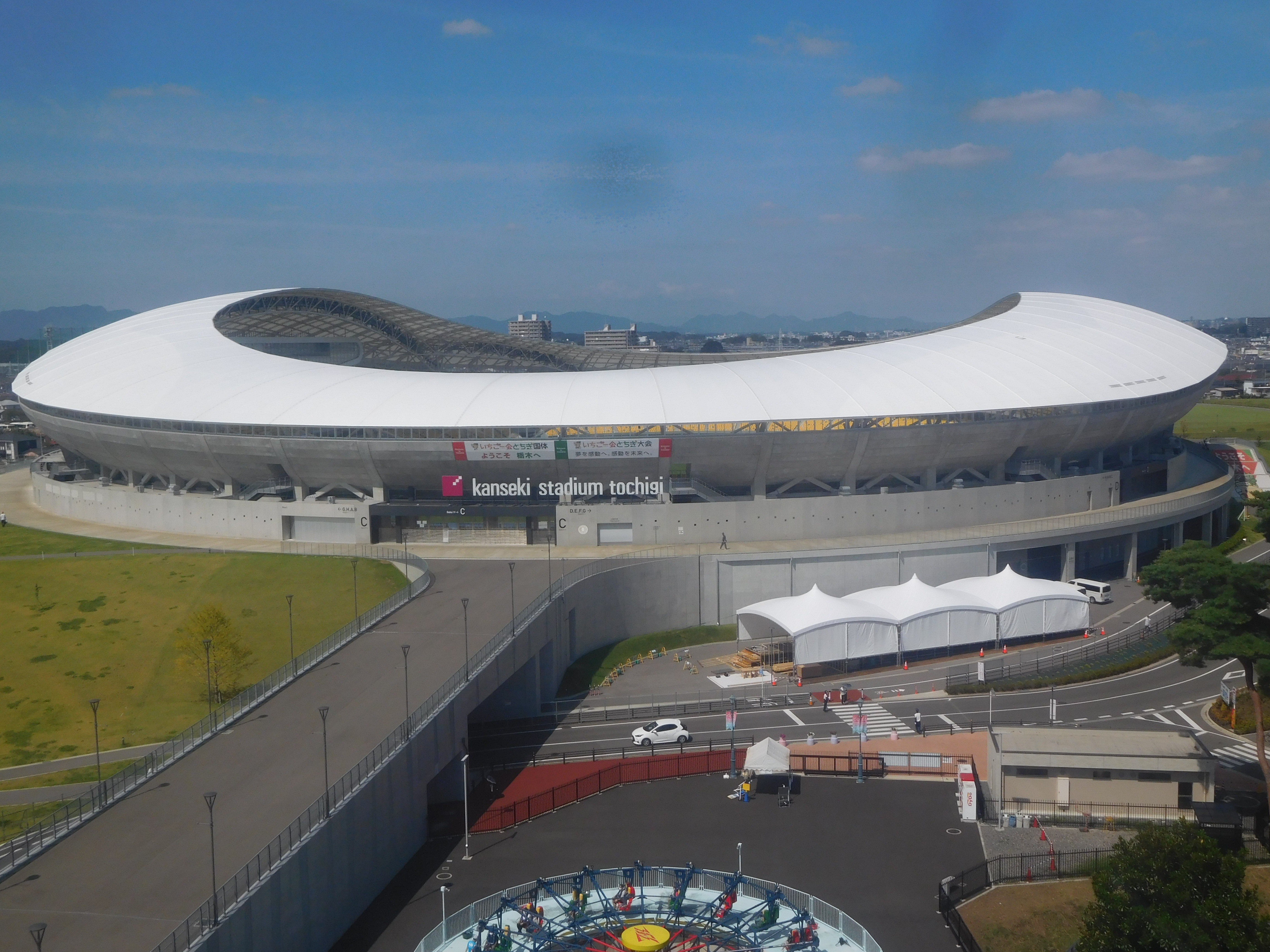
Vista aerea del Kanseki Stadium Tochigi, stadio definitivo dal 2023.
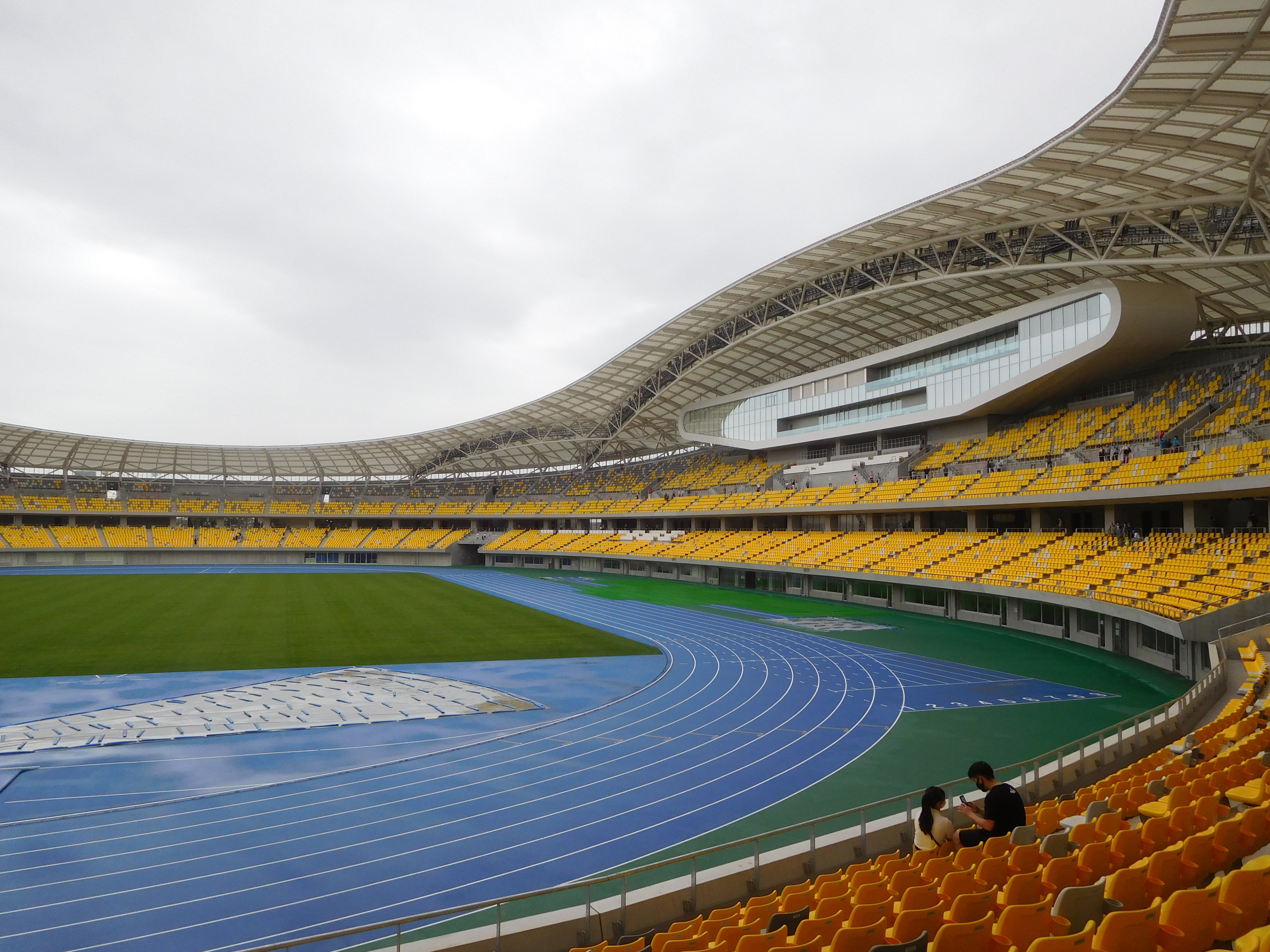
Interno del Kanseki Stadium Tochigi.

## Società

### Sponsor
Di seguito la cronologia di fornitori tecnici del Tochigi SC.
- 1953-2002 Non presente
- 2003-2014 Mizuno
- 2015-2024 Athleta

## Allenatori e presidenti
- 1953-1996 ...
- 1997-2002  Toshio Ishida
- 2003-2007  Takashi Takahashi
- 2007-2008  Kōichi Hashiratani
- 2009-2013  Hiroshi Matsuda
- 2013  Ikuo Matsumoto
- 2014-2015  Yūji Sakakura
- 2015  Yasuharu Kurata
- 2016-2018  Yūji Yokoyama
- 2019-2021  Kazuaki Tasaka
- 2022-2023  Yū Tokisaki
- 2024  Makoto Tanaka
- 2024-Oggi  Shinji Kobayashi

- 1953-20?? ...
- 20??-2007  Akira Yamanoi
- 2007-2010  Kentarō Arai
- 2010-2015  Masashi Nakatsu
- 2015-2016  Fumio Mizunuma
- 2016-Oggi  Daisuke Hashimoto

## Calciatori

### Capitani
Di seguito l'elenco dei capitani del Tochigi SC dall'anno di fondazione a oggi.
- 1953-2008 ...
- Yūsuke Satō (2009)
- Masayuki Ochiai (2010-2011)
- Paulinho (2012-2013)
- Kōji Hirose (2014-2018)
- Kōtarō Fujiwara (2019)
- Kazunori Kan (2020)
- Yasutaka Yanagi (2021)
- Yūki Nishiya (2022)
- Shō Satō (2023-)

### Contributo alle nazionali

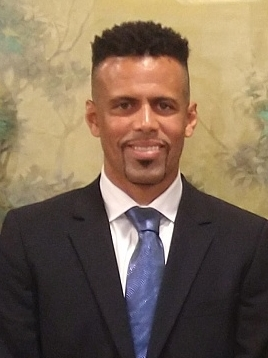
Alessandro dos Santos.

Nessun calciatore del Tochigi SC ha vestito la maglia della nazionale maggiore giapponese. Tuttavia, la squadra ha acquistato dei giocatori che hanno preso parte a dei campionati mondiali quando vestivano la maglia di altri club; al Mondiale casalingo del 2002 c'era il terzino sinistro brasiliano naturalizzato giapponese Alessandro dos Santos (che ha militato al Tochigi SC nel 2013), l'unico futuro calciatore della squadra di Utsunomiya ad aver giocato a due Coppe del Mondo, in quanto era presente pure a Germania 2006, manifestazione a cui si aggiunge anche il centravanti Masashi Ōguro (2018-2020). Sono invece tre i calciatori ad essere stati selezionati per il Mondiale 2010 e questi sono il portiere svizzero Johnny Leoni (2017-2018) e gli attaccanti Nejc Pečnik (2017-2018) e Kishō Yano (2020-), quest'ultimi rispettivamente convocati con la Slovenia e con il Giappone. Riguardo ai giocatori che hanno partecipato alla FIFA Confederations Cup si segnalano Yoshiteru Yamashita (2007) nell'edizione del 2001 e nuovamente Alessandro dos Santos e Masashi Ōguro, il primo a quelle del 2003 e del 2005, mentre l'altro solamente nel 2005. Sono due i calciatori registrati alla Coppa d'Asia: tra questi sempre presente Alessandro dos Santos nel 2004 e nel 2015 è stato chiamato l'attaccante Yōhei Toyoda (2021), selezionato anche per le olimpiadi estive del 2008.
Concerne le nazionali giovanili, nel 2021 il centrocampista Nagi Matsumoto (che in quell'anno era del Tochigi SC in prestito dal Cerezo Osaka) è stato convocato dalla nazionale Under-20 per un allenamento di prova tenutasi a Chiba. A giugno 2022 il difensore Kaito Suzuki (anche lui in prestito, ma dal Júbilo Iwata) è sceso in campo in due partite della Coppa d'Asia AFC Under-23, competizione a cui si aggiudica la medaglia di bronzo. Kazuki Fujita, che è entrato nella rosa della nazionale Under-23 nel 2022, è stato convocato come portiere titolare in occasione dei Giochi asiatici del 2023 disputati in Cina, collezionando 4 gol subiti in 5 presenze.

## Palmarès

### Competizioni regionali
- Kantō Soccer League: 1

1999

### Competizioni interregionali
- Tochigi Prefecture Adult Soccer League: 10

1978, 1979, 1981, 1984, 1987, 1988, 1993, 1994, 1996, 1998

## Statistiche e record

### Partecipazione ai campionati
Campionati su base nazionale, regionale e interregionale
| Livello | Categoria                              | Partecipazioni | Debutto | Ultima stagione | Totale |
| ------- | -------------------------------------- | -------------- | ------- | --------------- | ------ |
| 2°      | J. League Division 2                   | 6              | 2009    | 2014            | 14     |
| 2°      | J2 League                              | 8              | 2015    | 2024            | 14     |
| 3°      | Japan Football League                  | 9              | 2000    | 2008            | 11     |
| 3°      | J3 League                              | 2              | 2016    | 2017            | 11     |
| 4º      | Kantō Soccer League                    | 9              | 1982    | 1999            | 9      |
| 5º      | Tochigi Prefecture Adult Soccer League | 13             | 1978    | 1998            | 13     |

### Partecipazione alle coppe
| Competizione          | Partecipazioni | Debutto | Ultima stagione | Totale |
| --------------------- | -------------- | ------- | --------------- | ------ |
| Coppa dell'Imperatore | 13             | 2009    | 2024            | 13     |
| Coppa J.League        | 1              | 2024    | 2024            | 1      |

## Organico

### Rosa 2024
Rosa e numerazione aggiornate al 29 agosto 2024.
| N. |                     | Ruolo | Calciatore          |
| -- | ------------------- | ----- | ------------------- |
| 1  | Giappone (bandiera) | P     | Shūhei Kawata       |
| 2  | Giappone (bandiera) | D     | Wataru Hiramatsu    |
| 3  | Giappone (bandiera) | D     | Hayato Kurosaki     |
| 4  | Giappone (bandiera) | C     | Shō Satō (capitano) |
| 5  | Giappone (bandiera) | D     | Naoki Ōtani         |
| 6  | Giappone (bandiera) | D     | Shō Ōmori           |
| 7  | Giappone (bandiera) | C     | Ryōtarō Ishida      |
| 9  | Nigeria (bandiera)  | A     | Origbaajo Ismaila   |
| 10 | Giappone (bandiera) | C     | Toshiki Mori        |
| 13 | Giappone (bandiera) | D     | Keisuke Saka        |
| 15 | Giappone (bandiera) | C     | Kōya Okuda          |
| 16 | Giappone (bandiera) | C     | Rio Hyeon           |
| 17 | Giappone (bandiera) | D     | Takumi Fujitani     |
| 18 | Giappone (bandiera) | A     | Rennosuke Kawana    |
| 19 | Giappone (bandiera) | A     | Kōki Ōshima         |
| 20 | Giappone (bandiera) | C     | Shintarō Ide        |

| N. |                          | Ruolo | Calciatore           |
| -- | ------------------------ | ----- | -------------------- |
| 21 | Corea del Sud (bandiera) | P     | Kim Min-jun          |
| 22 | Giappone (bandiera)      | C     | Taichi Aoshima       |
| 23 | Giappone (bandiera)      | D     | Hayato Fukushima     |
| 24 | Giappone (bandiera)      | C     | Kōsuke Kanbe         |
| 27 | Giappone (bandiera)      | P     | Kenta Tanno          |
| 29 | Giappone (bandiera)      | A     | Kishō Yano           |
| 30 | Giappone (bandiera)      | D     | Kenta Fukumori       |
| 32 | Giappone (bandiera)      | A     | Kō Miyazaki          |
| 33 | Brasile (bandiera)       | D     | Rafael Matheus Costa |
| 38 | Giappone (bandiera)      | A     | Sora Kobori          |
| 40 | Giappone (bandiera)      | D     | Shūya Takashima      |
| 41 | Corea del Sud (bandiera) | C     | Park Yong-ji         |
| 42 | Giappone (bandiera)      | A     | Harumi Minamino      |
| 44 | Giappone (bandiera)      | C     | Rui Ageishi          |
| 45 | Giappone (bandiera)      | A     | Ōta Yamamoto         |
| 47 | Giappone (bandiera)      | C     | Haruto Yoshino       |

### Staff tecnico
Staff aggiornato al 3 settembre 2024.
Staff tecnico prima squadra
- Shinji Kobayashi - Allenatore
- Hiroaki Nagashima - Allenatore in seconda
- Takumi Motohashi - Collaboratore tecnico
- Tomoaki Ōgami - Preparatore dei portieri
- Shōgo Manabe - Match analyst
- Hirofumi Sakamoto - Preparatore atletico